# Elaeocarpus polyanthus
Elaeocarpus polyanthus là một loài thực vật có hoa trong họ Côm. Loài này được Ridl. mô tả khoa học đầu tiên năm 1938.